# Cantonul Allanche
Cantonul Allanche este un canton din arondismentul Saint-Flour, departamentul Cantal, regiunea Auvergne, Franța.

## Comune
| Comune           | Populație (1999) | Cod poștal | Cod INSEE |
| ---------------- | ---------------- | ---------- | --------- |
| Allanche         | 1 101            | 15160      | 15001     |
| Charmensac       | 130              | 15500      | 15043     |
| Joursac          | 155              | 15170      | 15080     |
| Landeyrat        | 120              | 15160      | 15091     |
| Peyrusse         | 215              | 15170      | 15151     |
| Pradiers         | 111              | 15160      | 15155     |
| Sainte-Anastasie | 167              | 15170      | 15171     |
| Saint-Saturnin   | 248              | 15190      | 15213     |
| Ségur-les-Villas | 270              | 15300      | 15225     |
| Vernols          | 81               | 15160      | 15253     |
| Vèze             | 100              | 15160      | 15256     |